# Birgitta Rubin
Maria Birgitta Rubin, född 1 april 1960 i Lund, är en svensk konstkritiker, journalist och författare.
Rubin är redaktör för konst och form på Dagens Nyheter.